# Piet Swieter
Pieter (Piet) Swieter (Groningen, 22 april 1943) is een voormalig Nederlands volleybalinternational.
Piet Swieter behoorde tot het eerste Nederlandse volleybalteam dat afgevaardigd werd naar de Olympische Spelen. In 1964 werd in Tokio judo en volleybal geïntroduceerd als Olympische sport. Nederland werd bij de Zomerspelen van 1964 achtste van de tien deelnemende landen. Ondanks zijn gevorderde leeftijd is hij nog altijd actief als uitbater van Camping Grunopark. 